# 5 Lyncis
5 Lyncis är en orange jättestjärna i stjärnbilden Lodjuret. Stjärnan har visuell magnitud +5,20 och är således synlig för blotta ögat vid bra seeing.